# Les Masies (Aramunt)
Les Masies és una partida rural del terme municipal de Conca de Dalt, dins del territori de l'antic terme d'Aramunt, al Pallars Jussà.
Està situada quasi a l'extrem nord de l'antic terme d'Aramunt, al nord-est del Serrat de Narçà, a llevant dels Clots i al nord del Serrat de Castells.
Consta d'unes 21 hectàrees (21,0121) de terres de conreu, amb predomini de les de secà. També hi ha alguns ametllers, uns quants trossos improductius i zones de matoll i de bosquina.